# Microserica fugax
Microserica fugax är en skalbaggsart som beskrevs av Wilhelm Ferdinand Erichson 1834. Microserica fugax ingår i släktet Microserica och familjen Melolonthidae. Inga underarter finns listade i Catalogue of Life.